# 长沙南郊公园
长沙南郊公园位于湖南省长沙市湘江以东新开铺，处猴子石大桥以东、东二环以北、书院路以西，占地37公顷，紧邻湘江。

## 特点
长沙南郊公园系森林植物型公园，以游乐为主，设施主要集中分布于二处即游道沿线和山顶南端大草坪周边，均系小型游乐设施，大多建于2000年以前。根据公园定位的改变，游乐场拟新规划改造。
长沙南郊公园前身为1958年开始筹建的桥头公园，后改作南郊苗圃；现公园于1984年改建，1986年5月建成开放。公园的森林绿化覆盖率为92.6%，园内名贵物种银杉以及自广州引种的黑松、粉丹竹经多年驯化已育树成林；园内树木共有248种16700多株。